# Kerstin Palm
Kerstin Palm (Malmö, 5 de fevereiro de 1946) é uma ex-esgrimista sueca, conhecida por ter sido a primeira mulher a competir em sete edições de Jogos Olímpicos. Sua melhor campanha foi em Munique 1972, quinto lugar. Seu recorde de participações foi batido apenas em Londres 2012 pela canoísta alemã Josefa Idem-Guerrini.